# Danowo (województwo zachodniopomorskie)
Danowo (niem. Jakobsdorf) – wieś sołecka w Polsce położona w województwie zachodniopomorskim, w powiecie goleniowskim, w gminie Goleniów. 
W latach 1975–1998 miejscowość należała administracyjnie do województwa szczecińskiego.

## Geografia
Wieś rolniczo-przemysłowa leży ok. 12 km na południowy wschód od Goleniowa, przy drodze łączącej Mosty z Rożnowem, nad strugą Wiśniówką, prawym dopływem Iny, przy byłej linii kolejowej nr 424, na Równinie Nowogardzkiej, w terenie pagórkowatym (wzgórza morenowe - drumliny), w okolicach niewielkich obszarów leśnych wschodnich fragmentów Puszczy Goleniowskiej.

## Historia
Najstarsze ślady osadnictwa na terenie Danowa datowane są na średniowiecze. Pierwsza wzmianka pochodzi z wieku XIV, kiedy to powstała wieś na planie nieregularnej ulicówki z folwarkiem i założeniem pałacowo-parkowym, należąca do XVII wieku do rodziny von Flemming z siedzibą w Maciejewie, a następnie do rodu von Petersdorf, Kanneberg, Laabs i von Flugge. W 1872 r. mieszkało tu ok. 210 osób, przed II wojną światową była to średniej wielkości wieś, należąca do Eryka von Flugge. Znajdował się tutaj ewangelicki kościół i cmentarz, folwark, park oraz cegielnia. W pobliżu biegła linia kolejowa łącząca Goleniów z Maszewem. Po II wojnie światowej wieś nazywała się Czarnowo. 

## Zabytki i atrakcje turystyczne
Zabytki chronione prawem:
- kościół pw. Matki Boskiej Częstochowskiej z 1601 r., nr rej. 1 105 z dnia 1 sierpnia 1989 r. Kościół filialny, rzymskokatolicki należący do parafii pw. Matki Boskiej Gromnicznej w Mostach, dekanatu Goleniów, archidiecezji szczecińsko-kamieńskiej, metropolii szczecińsko-kamieńskiej. Zbudowany został w stylu późnego gotyku z kamienia polnego. Początkowo nie posiadał wieży. Oszalowaną deskami dzwonnicę dobudowano w XVIII wieku, przebudowano także portal. Kolejną przebudowę świątynia przeszła w połowie XIX stulecia, kiedy nadano jej wiele elementów neogotyckich[8]. W czasie II wojny światowej i po jej zakończeniu kościół popadł w ruinę. Jego odbudowę rozpoczęto w roku 1995 z inicjatywy samych mieszkańców wsi (głównie Stanisława Gajdela), którzy wytrwale pracowali przy odbudowie swojego kościoła. Oddano go do użytku w roku 1997. Obecnie jest to niewielki kościółek salowy, zbudowany z kamienia polnego i cegły (obramowania okienne). Wieża zwieńczona jest drewnianym szczytem. Obok kościoła znajduje się metalowa dzwonnica z dzwonem ufundowanym przez Stanisława Gajdela, który został nazwany jego imieniem, oraz nowe pomniki pamięci. 
  - cmentarz przykościelny, nr rej. 1 105 z dnia 1 sierpnia 1989 r.

Zabudowa wsi pochodzi z przełomu XIX i XX wieku (kilka chat zabytkowych, murowanych), z założenia dworsko-folwarcznego zostały jedynie resztki budynków folwarku (użytkowany do 1989 przez Państwowe Gospodarstwo Rolne w Mostach), zniknął dwór i cegielnia, pozostały stare drzewa w parku (aleja kasztanowców).

## Gospodarka
W Danowie znajdują się stawy, fabryka drzwi i okien, sklep, budynki klubu sportowego "Sigma" oraz budynek dawnej szkoły, przerobiony na mieszkalny. 

## Komunikacja
Linia kolejowa przestała być używana w latach 90. XX wieku, a w roku 2005 została rozebrana. Przy dawnym przystanku kolejowym znajduje się okazały dąb - pomnik przyrody. wraz z leśniczówką i szkółką leśną Danowo (nadleśnictwo Nowogard).